# Gabriel Heinze
Gabriel Iván Heinze, född den 19 april 1978 i Crespo, är en argentinsk fotbollstränare och före detta professionell fotbollsspelare som spelade som försvarare.

## Spelarkarriär
Heinze började sin karriär i den argentinska klubben Newell's Old Boys i Rosario för att sedan skriva på för spanska Real Valladolid. Efter en säsong utan några spelade matcher för Heinze lånades han ut till portugisiska Sporting Lissabon där han fick spela fem matcher och dessutom göra ett mål. När han kom tillbaka från lånet fick han mycket mer speltid.
I slutet av säsongen 2001 bytte Heinze till franska Paris Saint-Germain där han imponerade på engelska Manchester United som 2004 värvade honom för 6,9 miljoner pund. Efter tre säsonger för United gick Heinze sommaren 2007 till spanska Real Madrid.
Därefter följde två säsonger för Real Madrid och sedan två säsonger för franska Marseille. Den 22 juli 2011 skrev Heinze på för italienska Roma efter att Marseille släppt honom som free agent. I augusti 2012 återvände Heinze till sin moderklubb Newell's Old Boys, där han avslutade den aktiva karriären 2014.

## Tränarkarriär
Efter att ha tränat flera argentinska klubbar, bland annat Vélez Sarsfield, blev Heinze den 18 december 2020 utsedd till ny tränare i amerikanska Atlanta United. Redan i mitten av juli 2021 fick Heinze dock sparken efter bara två vinster på de första 13 matcherna.

## Meriter
- Landskamper: 72 (3 mål)
- OS: Guld 2004
- Intertotocupen: Mästare 2001
- Coupe de France: Mästare 2003/04
- Engelska Ligacupen: Mästare 2005/06
- Premier League: Mästare 2006/07
- La Liga: Mästare 2007/08
- Supercopa de España: Mästare 2008
- Ligue 1: Mästare 2009/10
- Coupe de la Ligue: Mästare 2009/10, 2010/11